# Sophronica feai
Sophronica feai là một loài bọ cánh cứng trong họ Cerambycidae.